# Brooklands
Brooklands va ser un autòdrom de 4,453 km de longitud i un aeròdrom situat a prop de Weybridge, a Surrey (Anglaterra). Inaugurat el 1907, va ser el primer circuit de curses amb revolts peraltats del món, així com un dels primers aeròdroms de Gran Bretanya. El 1918 va esdevenir el centre de fabricació d'avions més gran del país i va produir avions Vickers-Armstrong, tant de militars (Wellington) com de civils (Viscount i VC-10).
El circuit va acollir la seva darrera cursa a l'agost de 1939 i actualment se'n conserva una part que ha esdevingut el Brooklands Museum, un important museu d'aviació i automobilisme. A Brooklands, a més, s'hi celebren encara trobades de cotxes i motocicletes d'època i altres esdeveniments relacionats amb el transport.

## Història

### Circuit de motor de Brooklands
Ideat pel terratinent Hugh Fortescue Locke King, propietari de la finca de Brooklands, a Weybridge, el Brooklands Motor Circuit va ser el primer circuit de curses d'esports de motor del món construït específicament amb aquesta finalitat. Després de la Motor Car Act de 1903, Gran Bretanya estava subjecta a un límit de velocitat general de 20 mph (32 km/h) a les carreteres públiques. En uns moments en què gairebé el 50% dels automòbils nous al món es produïen a França, hi havia preocupació pel fet que la incipient indústria britànica de l'automòbil es veiés obstaculitzada per la incapacitat de dur a terme proves sostingudes d'alta velocitat. Locke King li va encarregar al coronel Henry Capel Lofft Holden, de la Royal Artillery, el disseny del seu projecte de circuit i les obres van començar el 1906. El circuit es va construir a la finca particular de Locke King.

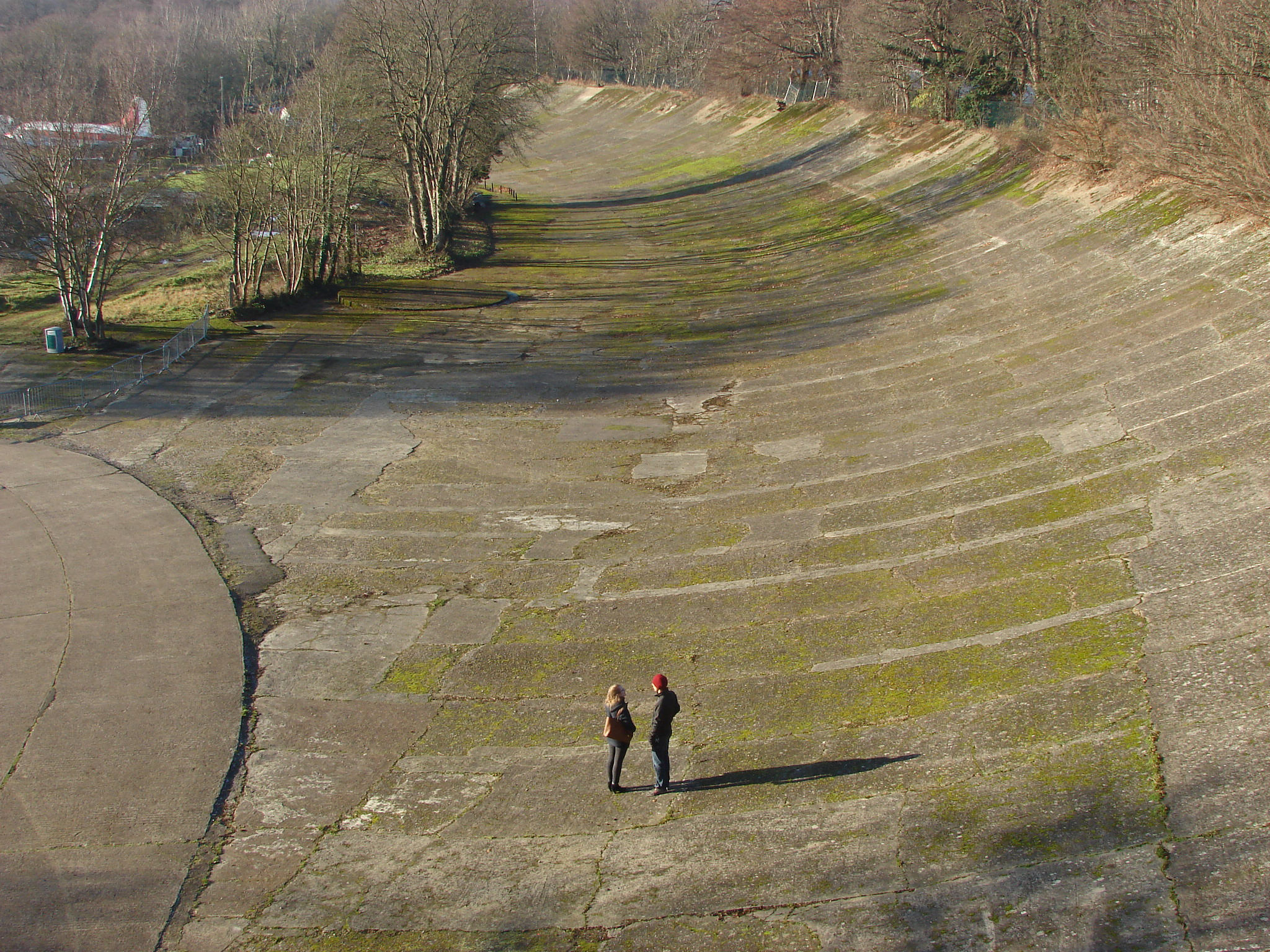
Un dels antics revolts peraltats de l'oval a data del 2014

Els requisits de velocitat i visibilitat dels espectadors van fer que la pista de Brooklands fos construïda com un oval inclinat de 30 m d'ample i 4,453 km de llarg. Els peralts tenien gairebé 9,1 m d'alçada en alguns llocs. A més de l'oval, es va construir una "recta de meta" que va augmentar la longitud de la pista a 5,422 km, 2,012 dels quals eren inclinats. El recinte podia acollir fins a 287.000 espectadors en el seu apogeu.
A causa de les complicacions de la pavimentació dels peralts amb tarmacadam (mescla de quitrà i macadam) i la gran despesa de fer-ho amb asfalt, la pista es va construir amb formigó sense revestir. Això va causar que el traçat esdevingués una mica accidentat amb els anys, ja que la superfície patia un assentament desigual al llarg del temps.
Al llarg del centre de la pista hi havia una línia negra puntejada, coneguda com a Fifty Foot Line ("la línia de cinquanta peus"). En conduir per sobre de la línia, els pilots podrien teòricament agafar el revolts peraltats sense haver d'emprar el volant.
La pista es va inaugurar el 17 de juny de 1907 amb un dinar al qual van assistir la majoria dels fabricants de motors britànics. En acabar el dinar, Locke King va esmentar com als principals promotors que van facilitar la construcció de la pista a Lord Montagu de Beaulieu, Hugh Owen, Julian Walter Orde (secretari de l'Automobile Club de Gran Bretanya i Irlanda) i el coronel Holden. Tot seguit es va fer una inauguració informal de la pista amb una desfilada de 43 cotxes, un d'ells conduït per Charles Rolls. La primera competició s'hi va celebrar del 28 al 29 de juny i en ella, tres cotxes van competir per a batre el rècord mundial de distància en 24 hores. La primera cursa pròpiament dita s'hi va celebrar el 6 de juliol i va atraure més de 10.000 espectadors.
Aparentment inspirant-se en el desenvolupament de Brooklands, l'Indianapolis Motor Speedway es va construir poc després i va celebrar la seva cursa inaugural a l'agost de 1909.

### El Circuit de muntanya
El Brooklands Mountain Circuit era una petita secció de la pista que feia una volta d'1,880 km des de la bifurcació fins a la part posterior de Members' Hill i tornava. Es va crear el 1930 fent servir barreres mòbils.

### Esdeveniments

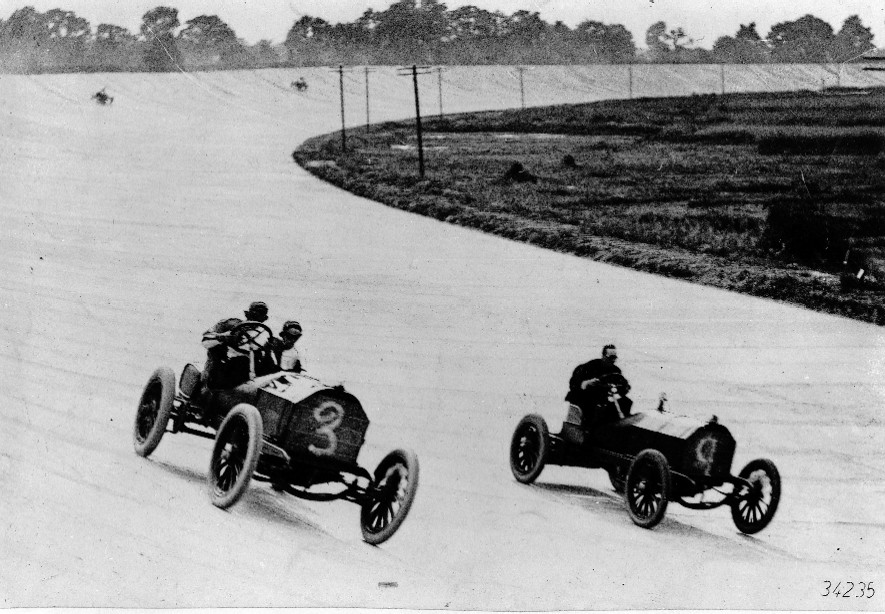
Una cursa a Brooklands el 1907

#### Cursa de 24 hores
Del 28 al 29 de juny de 1907, onze dies després de l'obertura del circuit, Brooklands va allotjar la primera cursa de motor de 24 hores del món, que va guanyar Selwyn Edge per davant de tres cotxes Napier preparats per a l'ocasió. El 1906 s'havia anunciat la intenció d'organitzar aquesta cursa i Selwyn Edge va endegar un programa d'entrenament físic per a preparar-se convenientment. El seu cotxe, "804", estava molt modificat, amb un dipòsit de combustible especial, sense carrosseria i amb un parabrisa especial. Es van fer servir més de 300 llums vermelles de ferrocarril per a il·luminar la pista de nit, així com bengales per a marcar-ne el límit superior. Edge va conduir el seu cotxe durant tota la prova, mentre que els conductors dels altres dos cotxes (Henry C. Tryon/A. F. Browning i F. Draper/Frank Newton) van anar-se alternant al volant. Durant l'esdeveniment, Edge va cobrir una distància de 2.545,56 km a una velocitat mitjana de 106,07 km/h, superant còmodament el rècord existent de 1.764,142 km establert a Indianàpolis el 1905. El rècord d'Edge es va mantenir imbatut durant 17 anys.
La primera cursa estàndard a Brooklands es va celebrar la setmana següent, el 6 de juliol. Les dones no van poder competir al circuit durant diversos anys. A Dorothy Levitt, la principal conductora de Selwyn Edge, se li va negar la inscripció tot i haver estat la "primera dona anglesa a competir en una cursa de motor" l'any 1903 i tenir el "rècord mundial de velocitat femení".

#### Rècords d'una hora
El 1912, George E. Stanley va batre el rècord d'una hora a la pista de Brooklands amb una motocicleta Singer, esdevenint el primer pilot d'una moto de 350 cc a recórrer més de 100 km en una hora.
El rècord mundial del primer a recórrer 100 milles en 1 hora el va establir a Brooklands Percy E. Lambert el 15 de febrer de 1913 amb un Talbot de vàlvula lateral de 4,5 litres. De fet, va recórrer 103 milles i 1.470 iardes (167,1 km) en 60 minuts. Al Brooklands Museum es pot veure una pel·lícula contemporània de la seva gesta d'aquell dia.
Es diu que Ivy Cummings va ser el més jove a completar una volta al circuit quan, a l'edat d'entre 11 i 12 anys, el 1913, va engegar el cotxe del seu pare, Sydney Cummings, mentre aquest contemplava els avions i va fer una volta al circuit.

#### Rècords de distància
Els mesos de juliol i agost de 1929, Violette Cordery i la seva germana petita Evelyn van conduir el seu Invicta de quatre places de 4,5 litres durant 30.000 milles en menys de 30.000 minuts (aproximadament, 20 dies i 20 hores), a una mitjana de 61,57 mph. Les germanes Cordery van guanyar així el segon Trofeu Royal Dewar de l'Automobile Club.

### Primera Guerra Mundial
Durant la Primera Guerra Mundial, Brooklands va clausurar les curses de motor en ser requisat per l'Oficina de Guerra britànica i va continuar el seu paper d'abans de la guerra com a centre d'entrenament de vol, tot i que ara sota control militar. Brooklands aviat es va convertir en un lloc important per a la construcció, proves i subministrament d'avions militars.

### Període d'entreguerres

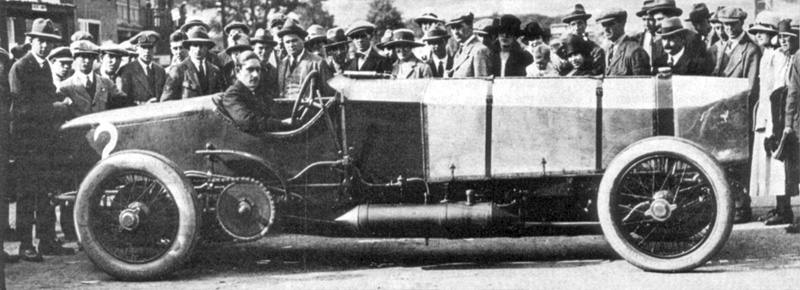
El Comte Zborowski amb el Chitty Bang Bang 1 a Brooklands el 1921

El 1920 es van reprendre les curses d'automòbils després d'unes reparacions extensives de la pista i el 1926, Henry Segrave va establir els Grans Premis d'automobilisme a Brooklands després de les seves victòries al Gran Premi de França de 1923 i al Gran Premi de Sant Sebastià (tots dos, guanyats amb cotxes de curses Sunbeam). Gràcies als seus èxits, l'any següent va augmentar l'interès per aquest esport a Gran Bretanya. Aquest primer Gran Premi el van guanyar Louis Wagner i Robert Sénéchal, alternant-se al volant d'un Delage 155B. El segon Gran Premi de la Gran Bretanya es va tornar a celebrar a Brooklands el 1927.

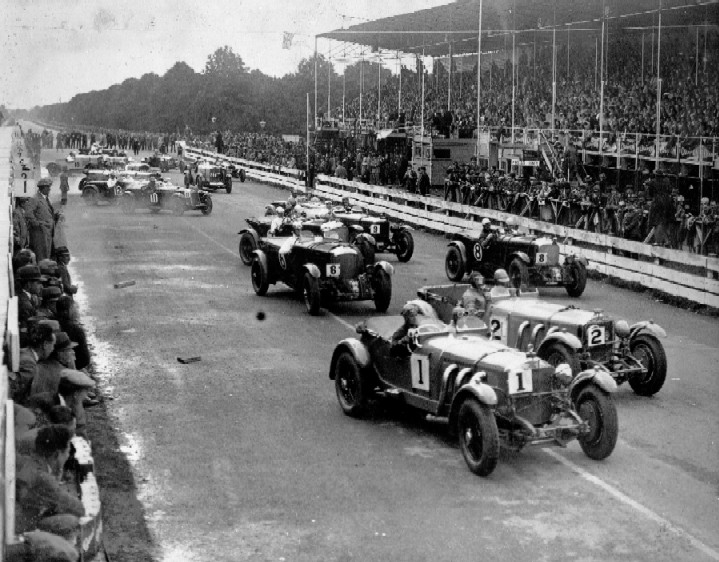
Una cursa a Brooklands el 1930

El 1930, el Daily Herald va oferir un trofeu al pilot més ràpid en una cursa a Brooklands. El primer any hi van competir Birkin i Kaye Don, el primer en un Bentley Blower i el segon en un Sunbeam 'Tigress' de 4 litres. Don va guanyar a una velocitat de 221,41 km/h. El 1932, Birkin va guanyar amb el seu Bentley Blower No.1 "Monoposto" vermell, a una velocitat de 222,03 km/h. El rècord de la pista es va mantenir durant dos anys, abans que el batés John Cobb amb un Napier-Railton de 24 litres que ostenta des d'aleshores el rècord de volta al circuit de tots els temps, a 230,84 km/h.
El 1932, el Junior Car Club va organitzar la British 1000 Miles Race, que es va disputar en dues parts els dies 3 i 4 de juny. Les guanyadores en van ser Elsie Mary Wisdom i Joan Richmond amb un Riley "Brooklands 9".
A finals de la dècada del 1930, Brooklands va acollir també curses ciclistes organitzades per la National Cyclists' Union (com a òrgan rector d'aquest esport, la NCU havia prohibit aquests esdeveniments a les vies públiques). El 1939, Brooklands es va emprar com a exteriors per a la pel·lícula de Will Hay Ask a Policeman. Un episodi de la novel·la Gudrun de 1936 de Johannes Vilhelm Jensen té lloc al circuit.

### La fi del circuit

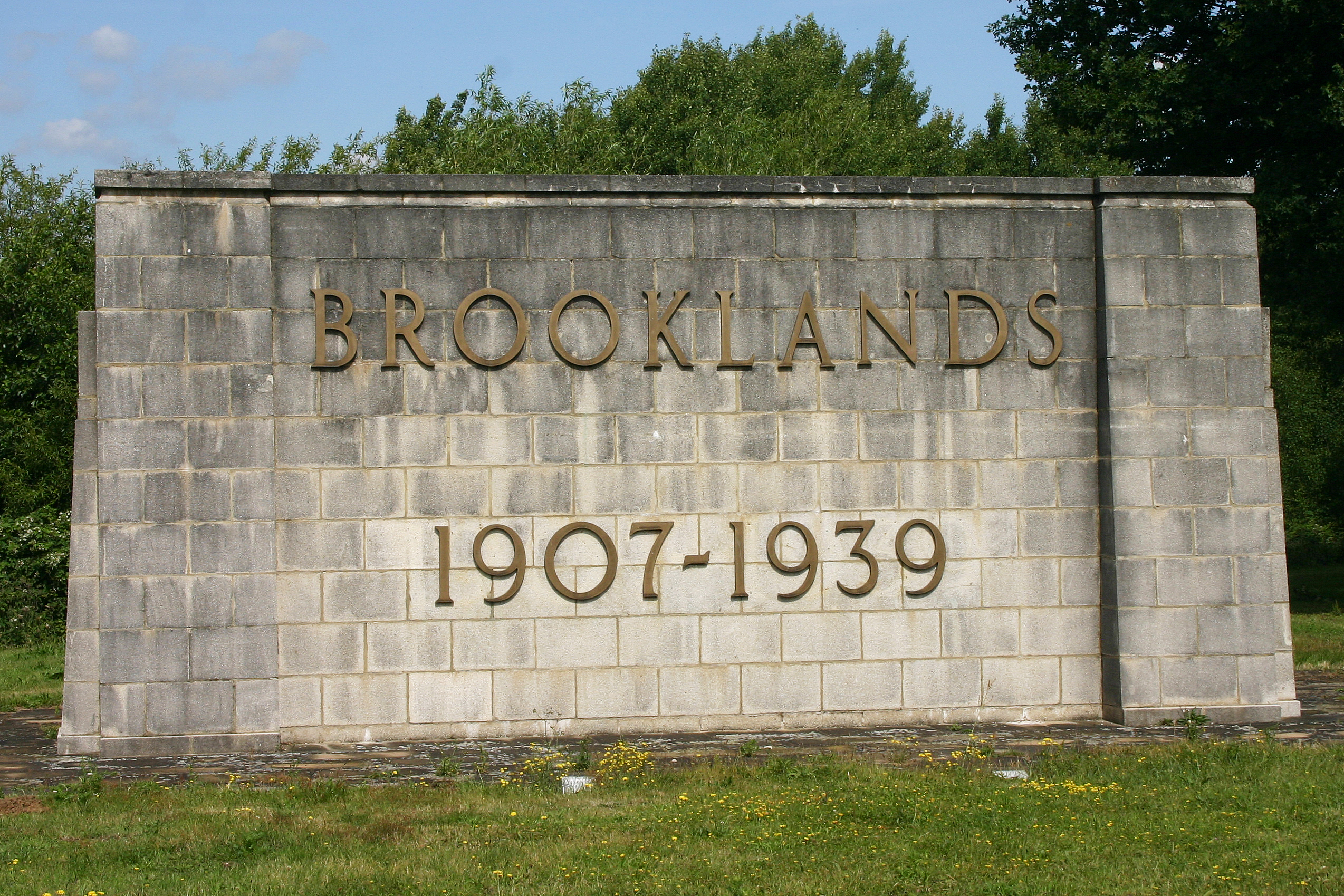
Monument commemoratiu del circuit a Brooklands

Les curses a Brooklands es van aturar quan va començar la Segona Guerra Mundial el 1939. El recinte es va cedir per a la producció d'avions militars en temps de guerra. Alguns bombardejos enemics van danyar la pista i es va crear una nova carretera d'accés a la fàbrica Hawker des d'Oyster Lane. Altres seccions del traçat van ser cobertes per hangars temporals dispersos.